# Zamieszki we francuskich departamentach zamorskich (2009)

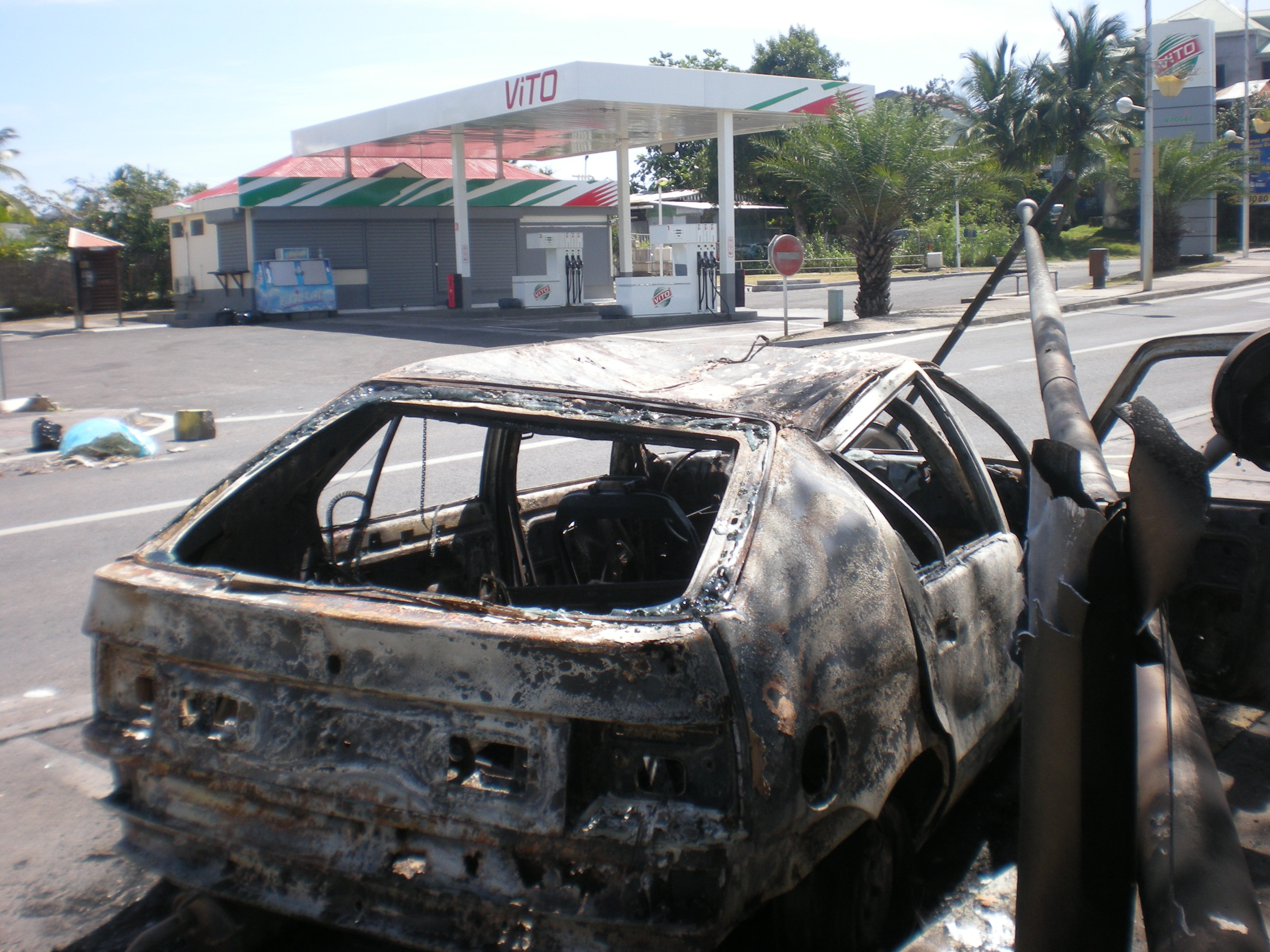
Zniszczenia powstałe podczas nocnych zamieszek w pobliżu Le Gosier, Gwadelupa

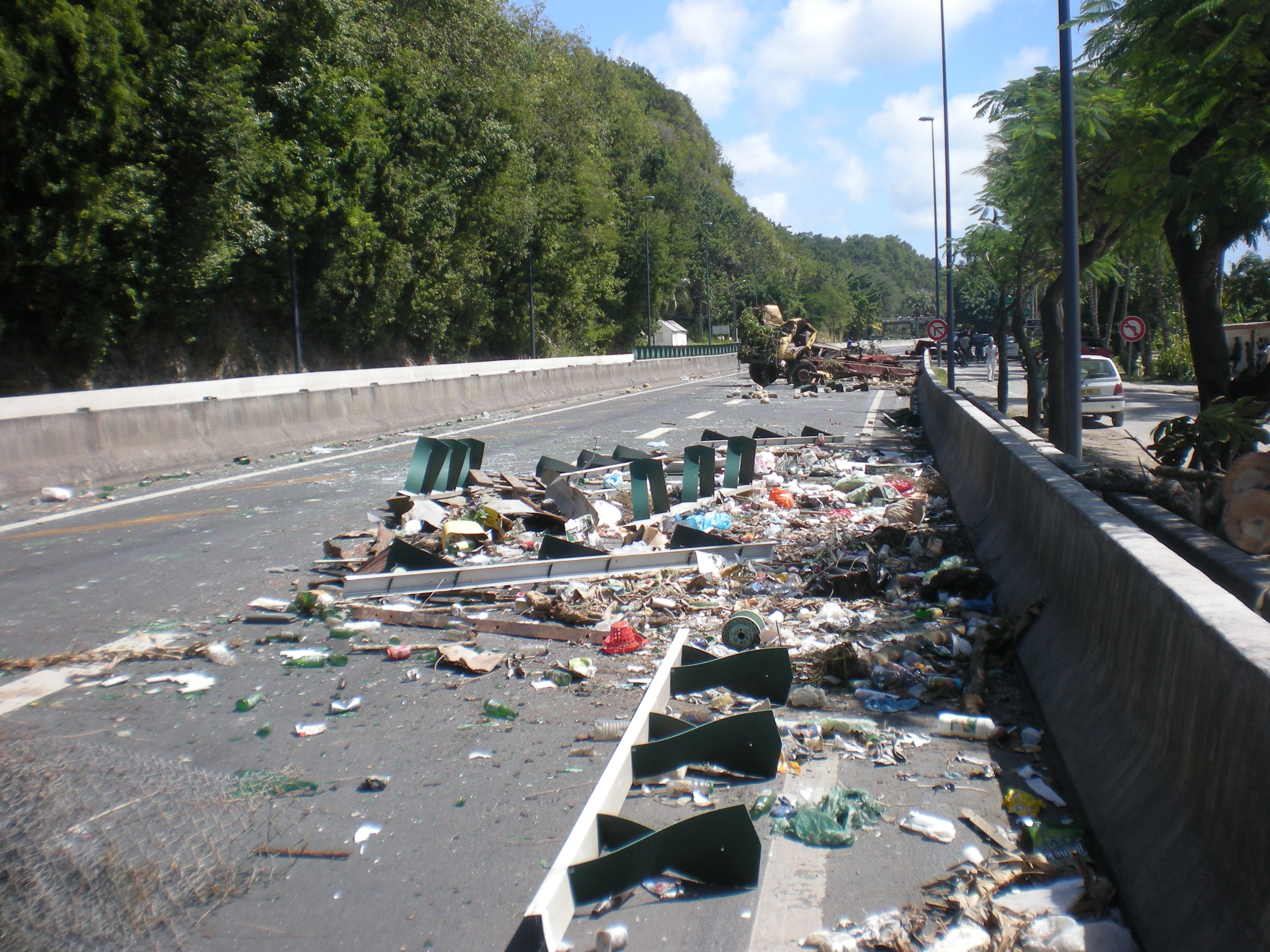
Blokada drogowa niedaleko Le Gosier

Zamieszki we francuskich departamentach zamorskich (2009) – fala strajków, które rozpoczęły się w regionie Gwadelupy 20 stycznia 2009 roku, a 5 lutego rozprzestrzeniły się na sąsiednią wyspę, Martynikę. Obydwie wyspy leżą w rejonie Małych Antyli na Morzu Karaibskim. Głównymi postulatami strajkujących było obniżenie cen podstawowych towarów, w tym paliwa i żywności oraz wzrost płacy minimalnej z 900 do 1100 euro.
Wiele sklepów i stacji benzynowych, szkół oraz firm transportu publicznego zostało zamkniętych na Gwadelupie i Martynice ze względu na strajki. Zamieszki ukazały głębokie konflikty etniczne, rasowe, jak i klasowe na obydwu wyspach. Praktycznie cała gospodarka Gwadelupy jest kontrolowana przez potomków kolonizatorów. Biali stanowią 1% mieszkańców, ale to oni są w posiadaniu połowy ziemi na wyspie oraz 90% udziałów w przemyśle żywnościowym.
Straty branży turystycznej obu wysp liczone są w milionach dolarów, ze względu na przerwane wakacje wielu turystów oraz zamknięcie hoteli. Strajk został zakończony po tym, jak prezydent Francji Nicolas Sarkozy zobowiązał się do przyznania pakietu pomocy socjalnej w wysokości 736 milionów dolarów. Środki mają zostać przeznaczone na pomoc dla biednych rodzin i na dopłaty do paliwa i żywności.
Gwadelupa i Martynika mają drugą i trzecią najwyższą stopę bezrobocia w Unii Europejskiej od 2007 roku, zgodnie z danymi Eurostatu.

## Przyczyny strajków

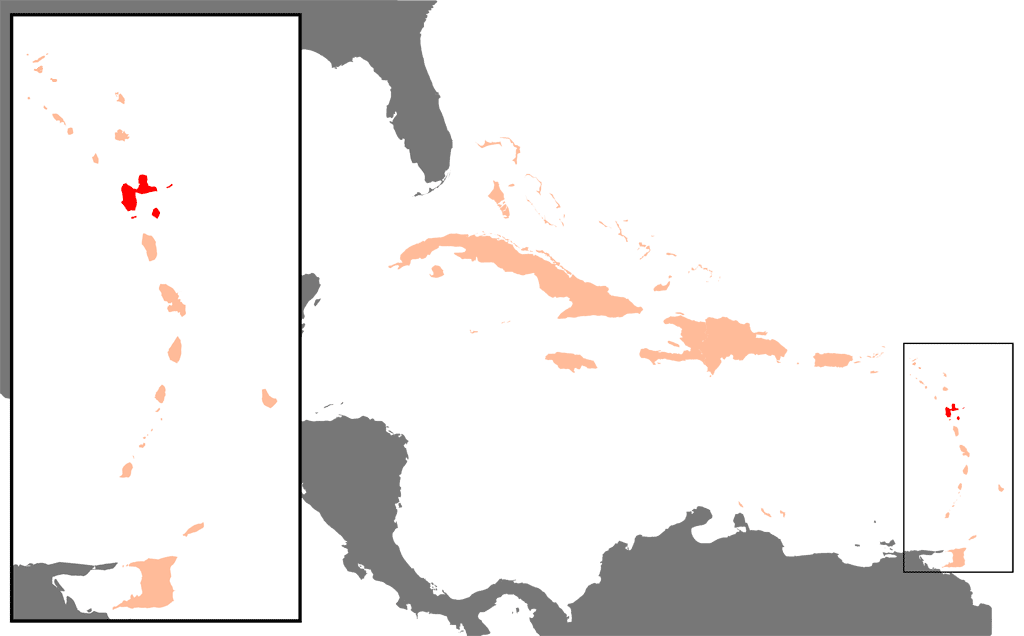
Lokalizacja Gwadelupy w rejonie Karaibów

Do wybuchu zamieszek w dużej mierze przyczyniły się pogarszające warunki ekonomiczne i społeczne.
Mieszkańcy Gwadelupy i Martyniki, których gospodarka jest zależna od turystyki, skarżyli się na bardzo wysokie koszty utrzymania. Wynagrodzenia nadal utrzymywały się na stałym poziomie, pomimo rosnących kosztów żywności i paliwa. Ceny podstawowych towarów były znacznie wyższe na obu wyspach aniżeli w części metropolitalnej Francji. Sama konkurencja między sprzedawcami nie powodowała spadku cen, ponieważ towary trzeba sprowadzać z dalekiej Europy lub płacić wysokie cła. Średnia płaca na wyspach jest niższa niż we Francji, podczas gdy stopa bezrobocia i ubóstwa są dwa razy wyższe. Cztery francuskie terytoria zamorskie mają najwyższą stopę bezrobocia w Unii Europejskiej – Reunion, Gwadelupa, Martynika oraz Gujana Francuska. Gwadelupa ma również najwyższą stopę bezrobocia wśród młodzieży w Unii Europejskiej, 55,7% osób w wieku od 15 do 24 lat jest bez pracy. W połowie 2008 roku bezrobocie na Gwadelupie wynosiło 22%, a 12,5% ludzi żyło poniżej granicy ubóstwa.
Struktura gospodarki francuskiej części Karaibów przypomina kolonialną. Większość ziemi i aktywów na Gwadelupie i Martynice jest kontrolowane przez „Bekes”, etnicznie francuskich, białych potomków europejskich osadników. Większość ludności, którzy są potomkami niewolników z Afryki lub mają mieszane pochodzenie rasowe, żyje na skraju ubóstwa. Mieszkańcy obu wysp uważani są za francuskich obywateli, a euro jest oficjalną walutą na obu wyspach. Natomiast bieżące decyzje dotyczące obu wysp podejmowane są w Paryżu.
Wyspy są także dotknięte szeregiem innych problemów społecznych. Liczba zabójstw na Gwadelupie jest cztery razy wyższa aniżeli w kontynentalnej Francji. Protestujący na Gwadelupie i Martynice oskarżali rząd francuski o ignorowanie ich gospodarczych i politycznych problemów w obliczu światowego kryzysu finansowego.

## Gwadelupa

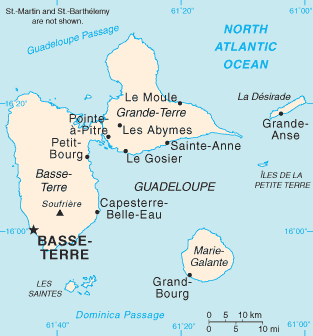
Mapa Gwadelupy

Demonstracje na Gwadelupie rozpoczęły się 20 stycznia 2009 roku. Około pięćdziesięciu związków zawodowych utworzyło Kolektyw Razem przeciw Wyzyskowi (Collectif contre l’exploitation – LKP). Nowo powstały związek wezwał do podniesienia miesięcznego wynagrodzenia o 200 euro. Około 50 tysięcy mieszkańców brało udział w demonstracjach.
W imieniu rządu Francji przybył do Gwadelupy sekretarz stanu ds. posiadłości zamorskich Yves Jégo. Jego zadaniem były negocjacje z niezadowolonymi i protestującymi pracownikami. Sekretarz zaproponował zwiększenie wynagrodzeń 45 tys. pracowników o około 300 dolarów. Jednak negocjacje nie powiodły się z powodu nagłego odwołania 9 lutego sekretarza do Paryża na polecenie francuskiego premiera François Fillonna. Sam wyjazd wywołał fale krytyki wśród strajkujących.
Wyjazd na spotkanie z premierem francuskim oraz innymi ministrami w czasie negocjacji został odebrany przez przywódców strajkujących jako znak „pogardy” dla LKP i ich zwolenników.
Odpowiedzią na wyjazd sekretarza były masowe demonstracje w całej Gwadelupie. Ponad 10 tys. osób zebrało się w Pointe-à-Pitre, największym mieście na wyspie, a dodatkowe 1500 protestujących zebrało się w Basse-Terre, stolicy departamentu zamorskiego Gwadelupy. Protestujący na swoich transparentach umieścili hasła – „Koniec kolonizacji!”, „200 euro do pensji, yes we can!”.
Związkowcy zażądali, aby rząd obniżył koszty utrzymania poprzez zmniejszenie podatków. Francja jednak odrzuciła pomysł cięcia podatków. Odpowiedzią LKP na odmowę było zawieszone negocjacji z mediatorami w dniu 12 lutego 2009 roku.
George Pau-Langevin, urodzony w Gwadelupie deputowany francuskiej partii socjalistycznej, poinformował, iż protesty nie dotyczą tylko niskich płac, ale także zawyżonych cen paliw w całym basenie Morza Karaibskiego oraz płynącym z tego zyskom wąskich grup społecznych.
Postępujący strajk doprowadził do zamknięcia głównego terminalu kontenerowego w porcie Pointe-à-Pitre oraz okupacji go przez protestujących. Większość banków, szkół i urzędów pozostało zamkniętych przez cały czas trwania strajku. Wszystkie 115 stacji benzynowych zostało zamknięte w odpowiedzi na strajk. Masowe opuszczanie stanowisk pracy spowodowało sporadyczne braki zasilania oraz bieżącej wody. Supermarkety pozostały zamknięte, a import żywności wstrzymany.
Dużym znaczeniem dla przesyłu turystycznego było to, iż protesty wybuchły w środku sezonu, powodując wysokie straty. Gwadelupa jest zależna od turystów, zwłaszcza z Francji, którzy generują znaczną część dochodów regionu.
Kilkanaście hoteli zostało zamkniętych tymczasowo, a loty czarterowe z Francji, jak i innych części Karaibów zostały odwołane. Tysiące francuskich turystów anulowało swoje wakacje w wyniku strajku.

## Eskalacja strajku

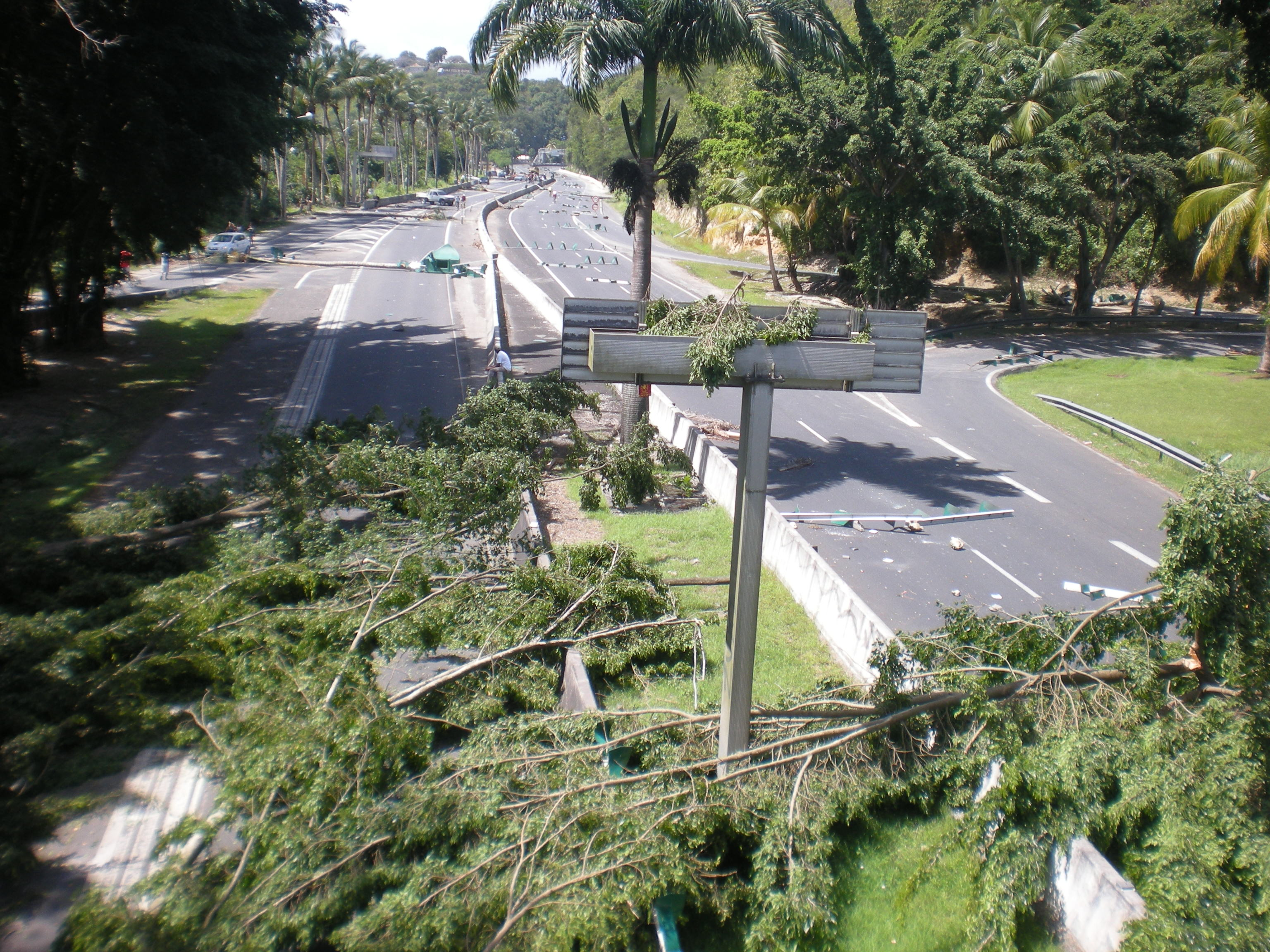
Blokada drogowa, w pobliżu Le Gosier

W cztery tygodnie po wybuchu strajku generalnego, 16 lutego 2009 roku doszło do zamieszek. Wybuchły w kilku gminach na całej wyspie, w tym w największym mieście Pointe-à-Pitre oraz w leżącym na północ Sainte-Rose.
Podczas nocnych zamieszek policja aresztowała 50 osób po tym, jak oddziały skierowane do rozbierania barykad zostały obrzucone kamieniami. W miejscowościach Sainte-Anne i Pointe-à-Pitre, demonstranci podpalili samochody, bibliotekę oraz wypożyczalnię łodzi. Co najmniej 3 policjantów zostało rannych w starciach z próbującym plądrować sklepy tłumem. Główny port lotniczy Pointe-à-Pitre został zamknięty, gdyż obsługa nie mogła dojechać do pracy z powodu powstałych na drogach barykad.
Większość zatrzymanych, zostało zwolnionych po tym, jak tłumy zebrane pod komendą główną policji zaczęły się tego domagać.
Protestujący rozpoczęli wznoszenie blokady na drodze prowadzącej do miasta Le Gosier.
Na skutek zamieszek pomiędzy policją a grupami młodzieży zginęła jedna osoba. Ofiarą zamieszek był działacz związkowy Jacques Bino, który został postrzelony, gdy wracał samochodem wraz ze swoim kolegą z wiecu związku zawodowego CGTG. Obaj mężczyźni wezwali pomoc. Policja i pogotowie nie były jednak w stanie do nich dotrzeć, ponieważ znalazły się pod ostrzałem rebeliantów. Jeden policjant został ranny w oko, a reszta się wycofała. Gdy około trzeciej w nocy funkcjonariusze dotarli do rozbitego samochodu, Jacques Bino już nie żył. Jak poinformowała prefektura Gwadelupy, strzały w kierunku jego samochodu zostały oddane z barykady zajętej przez młodych mieszkańców wyspy.
Sytuacja na całej wyspie uległa pogorszeniu w środę, 18 lutego. Burmistrz z Pointe-à-Pitre, Jacques Bangou, poinformował, że podczas starć między grupami młodzieży a policją, kilka osób odniosło obrażenia. Wśród rannych jest także trzech policjantów, którzy zostali postrzeleni z broni palnej. Policja użyła gazu łzawiącego aby rozproszyć protestujących, pomimo tego nadal dochodziło do wymiany ognia w mieście.
Ponad 500 funkcjonariuszy policji przybyło 19 lutego z Francji na Gwadelupę, by wesprzeć lokalne siły porządkowe w przywracaniu porządku. Dziesiątki policjantów wylądowało na południu od miasta Sainte-Anne, gdzie dochodziło do największych protestów. Natomiast w sąsiednim mieście, Le Gosier, spalonych zostało co najmniej pięć sklepów i restauracji. Po przybyciu posiłków policji udało się zlikwidować barykady blokujące drogę do głównego portu lotniczego, co pozwoliło turystom opuścić wyspę.

### Negocjacje
Victorin Lurel, przewodniczący Rady Regionalnej Gwadelupy, wezwał rząd Francji do powstrzymania spirali przemocy oraz odrzucenia emocji powstałych podczas konfliktu. W odpowiedzi na zamieszki, prezydent Nicolas Sarkozy zapowiedział spotkanie przywódców francuskich terytoriów zamorskich, mające na celu wypracowanie planu pomocy gospodarczej dla wysp.
Negocjacje pomiędzy rządem i LKP zostały zawieszone 25 lutego, częściowo w odpowiedzi na pogrzeb Jacques Bino. Wznowione zostały 2 marca, gdy przedstawiciele LKP spotkali się z wysłannikami rządu oraz czołowymi przedsiębiorcami w Pointe-à-Pitre. W tym samym czasie setki demonstrantów zebranych pod budynkiem skandowało hasło – „Jesteśmy tutaj, by negocjować”.

## Martynika

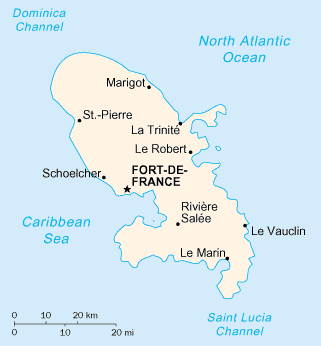
Mapa Martyniki

Strajk rozprzestrzenił się na sąsiednią Martynikę 5 lutego 2009 roku, co sparaliżowało jej stolicę Fort-de-France. Wedle szacunków policji, około 11 tysięcy osób wzięło udział w proteście podczas pierwszych siedmiu dni strajku. Jednakże związki zawodowe nie zgadzały się z szacunkami argumentując, iż w manifestacjach uczestniczyło co najmniej 25 tys. osób.
Protestujący na Martynice zażądali wzrostu miesięcznego wynagrodzenia o prawie 580 dolarów dla wszystkich pracowników zarabiających płacę minimalną na wyspie. Wezwali także do obniżenia cen za energię elektryczną i wodę.
W odpowiedzi na żądania najwięksi przedsiębiorcy, by uniknąć takiej eskalacji konfliktu, jak na sąsiedniej Gwadelupie, zgodzili się na 20-procentowe obniżki 100 podstawowych produktów w sklepach.
Zakupy stały się możliwe tylko w małych, rodzinnych sklepach spożywczych. Większość dużych sklepów pozostawało zamkniętych podczas strajku. Stacje benzynowe, które zostały zamknięte w odpowiedzi na strajk, obsługiwały tylko służbę medyczną i ratowników.
Pułkownik Francois-Xavier Bourges, szef policji Martyniki, poinformował, że dziesięć osób zostało aresztowanych za udział w grabieży. Rząd Francuski zareagował przysłaniem dodatkowych 130 policjantów z kontynentalnej Francji 12 lutego 2009 roku.
W poniedziałek 16 lutego 28 stacji benzynowych (z 85 protestujących) zostało otwartych. Mieszkańcy i turyści w ogromnych kolejkach i przez wiele godzin usiłowali zakupić benzynę. Jednakże wszystkie małe przedsiębiorstwa, które zostały ponownie otwarte przez weekend, były zmuszone zakończyć działalność ponownie. Protestujący zablokowali również wiele obszarów przemysłowych na wyspie oraz centrum Fort-de-France.

### Konflikty rasowe na wyspie
Większość stanowisk wyższego i średniego szczebla w administracji publicznej, jak i w sektorze prywatnym jest obsadzone przez białych Francuzów.
Ci potomkowie osadników, przybyłych na Antyle w 1680 r., osiągnęli majątek na cukrze trzcinowym i na handlu niewolnikami. Od 1960 roku grupa GBH (Groupe Bernard Hayot) przejęła sieć hipermarketów i koncesji samochodowych na Martynice. Większość francuskich przedsiębiorców korzysta z różnych ulg podatkowych na inwestycje w departamentach zamorskich, przyznawanych od wielu lat przez kolejne rządy Francji. To właśnie te grupy zostały oskarżone przez protestujących mieszkańców Gwadelupy i Martyniki o sztuczne podbijanie cen.
Napięcia na tle rasowym, wzrosły w pierwszym tygodniu lutego, po wyemitowaniu filmu dokumentalnego zatytułowanego Ostatni władcy Martyniki (Les derniers maîtres de la Martinique) przez francuski kanał telewizyjny. Film poruszał kwestie własności większości zakładów i ziemi przez białych francuzów oraz ich dominacji w społeczności.
13 lutego 2009 roku, około 2000 protestujących wznosiło okrzyki przeciwko dyskryminacji na wyspie.

## Reakcja Francji
Pod wpływem protestów, prezydent Sarkozy wezwał rząd do rozpoczęcia przeglądu francuskiej polityki wobec obu wysp. Równocześnie zapowiedział utworzenie rady mającej na celu rewizję polityki wobec innych francuskich terytoriów zamorskich. Francuscy ministrowie zostali poproszeni o zaproponowanie nowych długoterminowych środków mających na celu modernizację gospodarki obu wysp. Prezydent Sarkozy zasugerował, że rząd może otworzyć gospodarkę wysp celem wzrostu konkurencji między przedsiębiorcami. Propozycje prezydenta zostały chłodno przyjęte przez protestujących, jako że mają służyć tylko do tego, aby zachęcić do przerwania strajku.

## Zakończenie strajku
Strajki zostały zakończone w dniu 4 marca 2009 roku, gdy rząd francuski zgodził się na podniesienie najniższych wynagrodzeń o 200 euro oraz zaakceptował 20 najważniejszych postulatów przedłożonych przez LKP. Umowa została nazwana imieniem i nazwiskiem Jacques Bino, dla upamiętnienia zabitego działacza w czasie strajku. Około 30 000 osób maszerowało ulicami Pointe-à-Pitre na wieść o podpisanych porozumieniach.

## Inne protesty
Nowo powstała koalicja związków zawodowych w Reunion, francuskiej wyspie w regionie Oceanu Indyjskiego, ogłosiła rozpoczęcie własnego strajku generalnego wyznaczonego na 5 marca 2009 w ramach wsparcia dla rejonu Karaibów. Związki zawodowe w Gujanie Francuskiej także zagroziły strajkiem, powołując się na podobnie niskie płace oraz niską jakość życia.